# Генрі Бейкер Трістрам
Генрі Бейкер Трістрам (Henry Baker Tristram, 11 травня 1822 — 8 березня 1906) — англійський священик, дослідник Біблії, мандрівник та орнітолог. Він був раннім прихильником дарвінізму, намагаючись примирити вчення про еволюцію та креаціонізм.

## Біографія
Трістрам народився в парафії Еглінгем поблизу міста Алнвік, у графстві Нортумберленд у сім'ї преподобного Генрі Бейкера Трістрама. Навчався в Даремській школі та Лінкольн-коледжі в Оксфорді. У 1846 році висвячений на священика.
З 1847 по 1849 роки Трістрам був секретарем губернатора Бермудських островів. У 1858 році досліджував пустелю Сахара і Палестину, повернувшись туди в 1863 і 1872 роках. Спостерігав за місцевою природою та займався визначенням місцевостей, згадуваних у Біблії. У 1873 році він став каноніком Даремського собору . У 1881 році він відвідав Палестину, Ліван, Месопотамію та Вірменію. Він також здійснив подорож до Японії, щоб відвідати свою дочку, Кетрін Алісу Сальвін Трістрам яка була місіонеркою та вчителькою в Осаці.
У 1858 році він прочитав статті Чарльза Дарвіна та Альфреда Рассела Воллеса і опублікував статтю в журналі Ibis, де зазначенив, що з огляду на "серію з близько 100 жайворонків різних видів переді мною… Я не можу не погодитись у поглядах, викладених панами Дарвіном та Воллесом ". Він намагався узгодити це раннє прийняття еволюції з вченням про створення. Після знаменитої Оксфордської дискусії між Томасом Генрі Гакслі та Семюелем Вілберфорсом, Трістрам, який спершу прийняв теорію еволюції, відкинув дарвінізм.
Трістрам був засновником і первинним членом Союзу британських орнітологів та став членом Королівського товариства в 1868 році. Під час подорожей він накопичив велику колекцію опудал птахів, яку продав Всесвітньому музею Ліверпуля.

## Опубліковані твори
- The Great Sahara [Архівовано 17 серпня 2021 у Wayback Machine.] (1860)
- The Land of Israel, a Journal of Travels in Palestine, Undertaken with Special Reference to Its Physical Character (1865)
- The Natural History of the Bible (1867); 10th edition (1911) [Архівовано 17 серпня 2021 у Wayback Machine.]
- Scenes in the East (1870)
- The Daughters of Syria (1872)
- Land of Moab (1874)
- Pathways of Palestine (1882)
- The Survey of Western Palestine: The Fauna and Flora of Palestine [Архівовано 5 липня 2019 у Wayback Machine.] (1884)
- Eastern Customs in Bible Lands (1894) and Rambles in Japan (1895)